# June L. Mazer Lesbian Archives
Os June L. Mazer Lesbian Archives são um arquivo popular dedicado a coletar, proteger e conservar a história das mulheres lésbicas e feministas. Os Arquivos foram fundados em 1981 como West Coast Lesbian Collections (WCLC) por Lynn Fonfa e Cherrie Cox em Oakland, Califórnia.
Depois de estabelecer um conselho de administração, o WCLC recebeu o status 501(c)(3) de organização sem fins lucrativos. Em 1985, WCLC mudou-se para o sul da Califórnia com a ajuda do Connexxus Women's Center, Jean Conger, e da Força-Tarefa para Gays e Lésbicas da cidade de West Hollywood, e foi mantido na casa de June L. Mazer e sua parceira Nancy "Bunny" MacCulloch em Altadena, Califórnia. As duas mulheres foram guardiãs do WCLC até a morte de Mazer por câncer em 1987. Posteriormente, MacCulloch mudou seu nome para June L. Mazer Lesbian Archives e continuou a administrar a coleção com a ajuda de voluntários. Em 28 de novembro de 1988, os Arquivos Mazer mudaram-se de Altadena para o Edifício Werle, um espaço doado pela cidade de West Hollywood. No ano seguinte, recebeu o status 501(c)(3) de organização sem fins lucrativos.
Em 1989, os Arquivos Mazer criaram uma parceria de divulgação e construção de coleções com o Centro para o Estudo das Mulheres da UCLA e o Departamento de Coleções Especiais da Biblioteca da UCLA da Biblioteca de Pesquisa Charles E. Young. Em 2011, co-organizou a 3ª Conferência de Arquivos, Bibliotecas, Museus e Coleções Especiais LGBT. Em 2015, Wolfe Video doou 100 filmes lésbicos aos Arquivos.
Os June L. Mazer Lesbian Archives se descrevem como "o único arquivo deste lado do continente que se dedica exclusivamente à preservação da história lésbica... Os Arquivos estão empenhados em reunir e preservar materiais de e sobre lésbicas e feministas de todas as classes, etnias, raças e experiências." É apoiado por financiamento de doadores privados e da cidade de West Hollywood, e tem sido administrado estritamente por voluntários desde 1985.